# Jerry Ahrlin
Jerry Ahrlin, né le 15 janvier 1978 à Östersund est un fondeur suédois.
Il est spécialiste des courses longue distance.
En Coupe du monde, il obtient ses premiers points sur le sprint de Stockholm en mars 2002 (26e). Le 5 mars 2006, il finit deuxième de la Vasaloppet derrière Daniel Tynell, épreuve qui compte cette année pour la Coupe du monde.
Il remporte des courses de ski de marathon telles que la Marcialonga en 2007, 2009 et 2011, le Tartu Maraton en 2007 et 2011 et le König Ludwig Lauf en 2013.